# Pseudepicausta bataviensis
Pseudepicausta bataviensis är en tvåvingeart som först beskrevs av Ignaz Rudolph Schiner 1868.  Pseudepicausta bataviensis ingår i släktet Pseudepicausta och familjen bredmunsflugor. Inga underarter finns listade i Catalogue of Life.